# Ковалёв, Александр Филиппович
Александр Филиппович Ковалёв (настоящая фамилия Рабинович; 4 января 1927, Москва — 9 мая 1944, Мурманская область) — юнга-моторист Северного флота, пионер-герой.

## Биография
Родился в семье инженера, начальника производственного отдела Главного управления алюминиевой промышленности Наркомтяжпрома СССР Филиппа Марковича Рабиновича (1901—1938) и Елены Яковлевны Рабинович (урождённой Черномордик, 1902 — после 1955). В 1937 году его родители были репрессированы (отец приговорён к расстрелу, мать к 8 годам лагерей).
После ареста родителей воспитывался в семье тёти — переводчицы Риты Райт-Ковалёвой (Черномордик) и капитана Северного флота Николая Петровича Ковалёва.
В начале Великой Отечественной войны был эвакуирован в Ярославскую область, а позже вернулся к месту службы Н. П. Ковалёва в Архангельск, где поступил на катер.
В 1942 году поступил в Соловецкую школу юнг под именем Александр Николаевич Ковалёв в роту подготовки мотористов. После её окончания был распределён на эсминец «Громкий», а после — на торпедный катер. Участвовал в 20 боевых операциях Северного флота.
8 мая 1944 года торпедный катер ТК-209, на котором служил Саша Ковалёв, под командованием А. И. Кисова атаковал группу кораблей противника, после чего сам подвергся атаке немецкой авиации, в ходе которой осколком снаряда был пробит коллектор двигателя, из которого стала поступать горячая вода, перемешанная с маслом и бензином. Саша Ковалёв прикрыл пробоину своим телом, получив сильнейшие ожоги. При этом удалось сохранить ход катера и предотвращён взрыв двигателя. От полученных ожогов Саша скончался.
Похоронен в Гранитном, перезахоронен в 2010 году в Североморске.

## Награды
- Медаль Ушакова
- Ордено Красной Звезды
- Орден Отечественной войны I степени (посмертно)[5]

## Память
- Именем Саши Ковалёва названы улицы в населённых пунктах Гранитный, Краснодар, Мурманск, Соловецкий и Североморск[8][9].
- На мемориальной доске памятника «Вечная слава героям катерникам-североморцам, павшим в боях за Советскую Родину в Отечественной войне 1941—1945 гг.» в Гранитном (открыт в 1955 г.) значится имя Саши Ковалёва[10][11].
- Памятник Саше Ковалёву в Североморске (открыт в 1990 г.)
- Именем Саши Ковалёва был назван теплоход Мурманского морского пароходства[12], учебное судно Новгородского клуба юных моряков (с 1978 по 2003 г., позже продано фирме «Петрофлот» и стало плавказармой в Петрозаводске. В ноябре 2008 года в шторм выброшено на камни и в 2011 году утилизировано на металлолом фирмой «СКАТ»[13]).
- Имя Саши Ковалёва носят школы в Гранитном и других населенных пунктах, Дом детского творчества в Североморске.
- Мемориальная доска Саше Ковалёву находится на здании почты в посёлке Соловецкий.
- Герою посвящена «Баллада о юнге Саше Ковалёве»[14]
- Имя Саши Ковалёва носит пионерский лагерь в городе Усть-Каменогорск.

### Сноски
1. ↑  Согласно воспоминаниям А. В. Кузьмина, был перебит шланг (дюрит) системы охлаждения; Саша действительно предотвратил утечку горячей (70°C) воды, закрыв пробоину грудью. Погиб же он на следующий день в машинном отделении при взрыве топливного бака катера: немецкие самолёты ранее обстреляли катера снарядами с фосфорными головками; один из этих снарядов, пробив стенку бака, застрял в ней и остался незамеченным при осмотре. По мере расходования топлива фосфор соприкоснулся с воздухом и воспламенился, вызвав взрыв, в результате которого, кроме Саши, погиб механик отряда мичман Капралов.[6]